# Паксимадия
Паксима́дия (греч. Παξιμάδια) — два небольших необитаемых острова — Паксимадия-Эна (Παξιμάδια ένα) и Паксимадия-Дуо (Παξιμάδια δύο), расположенные в Ливийском море рядом с южным побережьем острова Крит, в заливе Месара, в 12 километрах к югу от Айия-Галини. Входят в общину Айос-Василиос в периферийной единице Ретимни. Из-за близкого расположения друг к другу острова рассматриваются как один и имеют общее название.

## Название
Местные жители иногда называют их Elephantaki, якобы потому, что формой острова напоминают лежащего в воде слонёнка. В другом сравнении, форма островов связывается с местными ячменными сухарями — Paximadi.
В древности Паксимадия были известны как Dionysioi, в честь бога Диониса, и Letoai, в честь богини Лето, которой поклонялись в Фесте. Согласно критской мифологии именно на этих островах (а не на Делосе) Лето родила близнецов Аполлона и Артемиду. По одному из преданий на Паксимадью был сослан Дедал.

## Особенности
Западный остров имеет площадь 1,1 км² и его высота не менее 252 метров. Восточный имеет площадь 0,6 км² и в высоту всего 166 метров.
Острова Паксимадия играют центральную роль в романе Клауса Модика «Критский гость» (Der kretische Gast) 2003 года.